# اوبرنه
اوبرنه (به فرانسوی: Obernai) یک کمون در فرانسه است که در Canton of Obernai واقع شده‌است.

## خصوصیات
اوبرنه ۲۵٫۷۸ کیلومترمربع مساحت و ۱۱٬۰۰۹ نفر جمعیت دارد و ۱۸۵ متر بالاتر از سطح دریا واقع شده‌است.

## خواهرخوانده
شهرهای پولی و گنگنباخ خواهرخوانده‌های اوبرنه هستند.